# Assemblea nazionale (Kuwait)

Palazzo del Parlamento

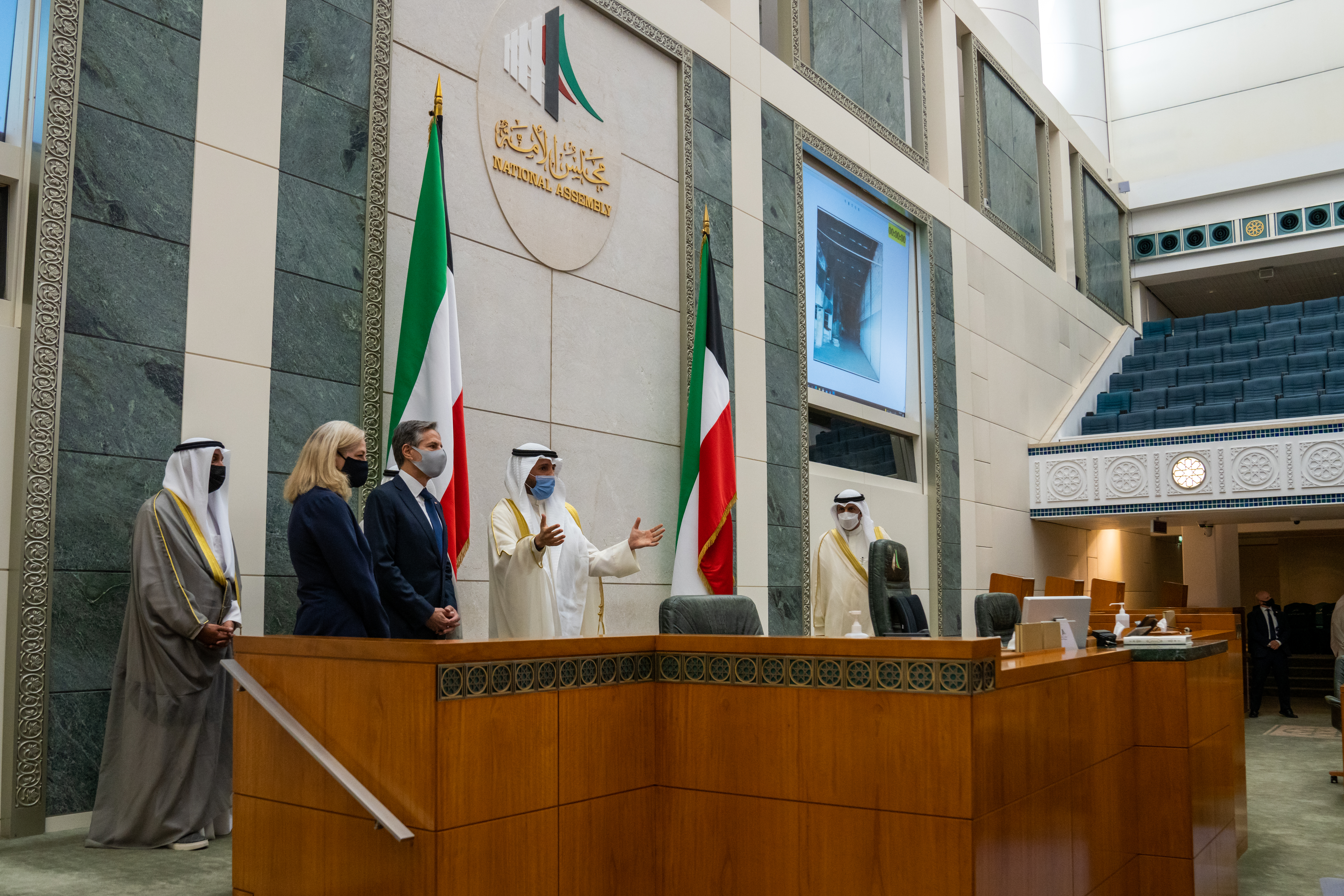
Interno dell’Aula, guardando il podio dell’oratore

L'Assemblea nazionale del Kuwait (in arabo  مجلس الأمة الكويتي‎?, Majlis al-ʾUmma al-Kuwaytiyy) è l'autorità legislativa del Kuwait, costituita da 50 membri eletti per un mandato quadriennale con il sistema elettorale del Voto singolo non trasferibile, a cui si aggiungono fino ad un massimo di 16 individui (nominati dall’Emiro e facenti parte del Governo). Quest’ultimi, in virtù del loro ruolo, hanno gli stessi diritti dei parlamentari eletti, con le seguenti due eccezioni: non partecipano al lavoro delle commissioni e non possono votare quando un'interpellanza porta ad una mozione di sfiducia contro uno dei membri del gabinetto.
La sede delle riunioni dell’Assemblea è situata ad Al Kuwait, la capitale del Kuwait.

## Storia
L'odierna Assemblea Nazionale stata istituita nel 1963. La sua antenata, l'Assemblea nazionale del 1938, fu formalmente sciolta nel 1939 in seguito a disordini.
Nel 2001, Nathan J. Brown ha affermato che l'Assemblea nazionale del Kuwait è il parlamento “più indipendente del mondo arabo”; nel 2009, lo studioso israeliano Eran Segal ha affermato che questo parlamento sia tra i "più forti" del Medio Oriente.

## Procedura

### Scioglimento
Secondo l'articolo 107 della Costituzione del Kuwait, l'Assemblea nazionale può essere sciolta dall'emiro per decreto, fornendo le ragioni dello scioglimento. Tuttavia, l'Assemblea nazionale non potrà essere nuovamente sciolta per gli stessi motivi e le elezioni per la nuova Assemblea devono tenersi entro un periodo non superiore a due mesi dalla data dello scioglimento.

### Parità di genere
Le donne kuwaitiane hanno ottenuto il diritto di voto nel 2005, vincendo per la prima volta seggi nell'Assemblea nazionale alle elezioni del 2009, in cui sono state elette quattro donne, Aseel al-Awadhi, Rola Dashti, Massouma al-Mubarak e Salwa al-Jassar.

## Fazioni politiche
Poiché i partiti politici sono banditi nel paese, i candidati siedono come indipendenti o, talvolta, associati a gruppi parlamentari di facciata. Esistono, infatti, un certo numero di fazioni politiche:
- Il blocco liberale e laico.
- Il blocco “Shaabi” (populista): una coalizione di populisti (sunniti e sciiti), liberali e organizzazioni politiche nazionaliste con particolare attenzione alle questioni della classe media. Il Blocco d'Azione Popolare è la loro principale organizzazione politica.

Il blocco islamista: composto da membri islamisti sunniti.